# Bovernier
Bovernier is een dorp Zwitserland. Het ligt in het kanton Wallis, in het dal tussen de plaatsen Martigny en Sembrancher aan de voet van de Catogne. De Dranse stroomt een paar meter lager langs Bovernier, door het laagste deel van het dal, en mondt na Martigny in de Rhône uit.
Bovernier ligt aan de Europese weg 27 en er ligt station Bovernier voor de trein.
Bovernier · Fully · Isérables · Leytron · Martigny · Martigny-Combe · Riddes · Saillon · Saxon · Trient
- Gemeinsame Normdatei: 4536773-5
- Historisch woordenboek van Zwitserland: 002727
- Virtual International Authority File: 234773189